# K
K (minuskuła: k) (ka) – jedenasta litera alfabetu łacińskiego i czternasta litera alfabetu polskiego. W języku polskim oznacza spółgłoskę zwartą miękkopodniebienną bezdźwięczną. Pochodzi od litery alfabetu fenickiego kaph, za pośrednictwem litery alfabetu greckiego kappa i alfabetu etruskiego.

## Inne reprezentacje litery K
| Sygnalizacja                            | Sygnalizacja       | Sygnalizacja | Język migowy | Język migowy | Język migowy | Alfabet Braille’a |
| flaga Międzynarodowego Kodu Sygnałowego | Alfabet semaforowy | Kod Morse’a  | francuski    | kanadyjski   | polski       | Alfabet Braille’a |
| --------------------------------------- | ------------------ | ------------ | ------------ | ------------ | ------------ | ----------------- |
|                                         |                    | Kⓘ           |              |              | i            |                   |